# Break dance ai III Giochi olimpici giovanili estivi

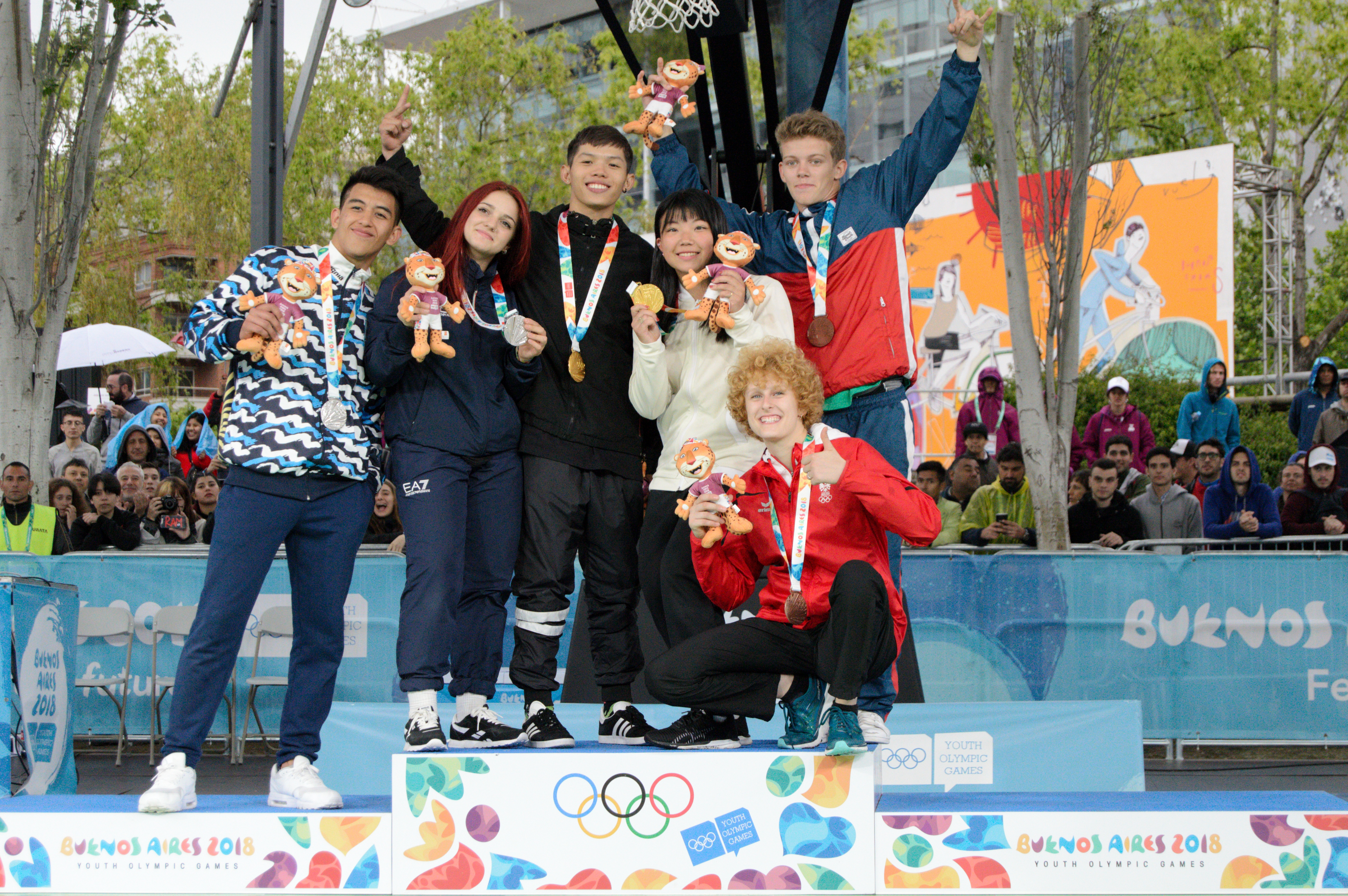
Il podio della gara a squadre miste

Le gare di break dance ai III Giochi olimpici giovanili estivi si sono svolte dal 7 all'11 ottobre 2018. È stato il debutto di questo sport ai Giochi olimpici giovanili.
Le competizioni consistevano in battle tra i partecipanti o le squadre miste. Ogni battle consisteva in un numero prefissato di round. Ogni round era giudicato da cinque giudici e due arbitri secondo sei criteri (creatività, personalità, tecnica, varietà, attuazione e musicalità). Nella prova a squadre miste, ogni squadra era composta da un ragazzo e una ragazza secondo l'ordine di classifica delle rispettive gare individuali.

## Podi
| Evento               | Oro                                              | Argento                                                           | Bronzo                                                          |
| B-boy                | Sergei Chernyshev (Bumblebee)                    | Martin Lejeune (Martin)                                           | Shigeyuki Nakarai (Shigekix)                                    |
| B-girl               | Ramu Kawai (Ram)                                 | Emma Misak (Emma)                                                 | Kim Ye-ri (Yell)                                                |
| Gara a squadre miste | Squadra mista Ramu Kawai (Ram) Lê Minh Hiếu (B4) | Squadra mista Alessandra Cortesia (Lexy) Mariano Carvajal (Broly) | Squadra mista Anna Thurner (Ella) Sergei Chernyshev (Bumblebee) |